# João Guilherme Bell Daddi
João Guilherme Bell Daddi (Porto, Miragaia, 12 de Novembro de 1813 - Lisboa, 16 de Maio de 1887) foi um compositor e excelente pianista português de ascendência Italiana e britânica.

## Biografia
Desde a primeira infância revelou grande vocação para a música, tocando piano, pela primeira vez, em público, no Real Teatro de São Carlos, quando tinha, apenas, nove anos. Aprendeu, também, noções de canto e, também naquele Teatro, desempenhou, a 26 de Janeiro de 1824, um papel de criança na Ópera de Valentino Fioravanti, intitulada Camilla. Um ano depois, a 13 de Maio de 1825, fazia a sua estreia de compositor e chefe de orquestra apresentando-se a reger uma Cantata a duas vozes e coros, composição sua, na presença de D. João VI de Portugal, cujo aniversário natalício se celebrava naquela data. O Monarca felicitou-o vivamente, e prometeu-lhe a sua protecção. Ao mesmo tempo, ia adquirindo reputação de pianista, tocando em diversos concertos.
Em 1833, com o advento do Governo Constitucional, compôs um Te Deum para festejar o desembarque de D. Maria II de Portugal em Lisboa. Cantou-se na Sé de Lisboa, com grande sucesso, a 23 de Setembro. Desde então, não havia solenidade dedicada às Pessoas Reais para a qual João Guilherme Bell Daddi não escrevesse uma música. Em 1839, fez uma viagem artística às principais cidades de Espanha, França e Grã-Bretanha e Irlanda, sendo muito aplaudido como pianista correcto e brilhante.
A 2 de Junho de 1841, numa récita a seu benefício, tocou no Real Teatro de São Carlos o Concertstuck, de Carl Maria Friedrich Ernst Freiherr von Weber, que, pela primeira vez, se fazia ouvir em Lisboa. Nesse mesmo ano, foi convidado pelo 1.º Conde de Farrobo e 2.º Barão de Quintela, Joaquim Pedro Quintela, para dirigir a parte musical do Teatro da Rua dos Condes, onde aquele titular empreendeu estabelecer a ópera cómica, empreendimento que obteve grande sucesso. Quando Franz Liszt esteve em Lisboa, nos princípios de 1845, apreciando as invulgares condições do artista português, propôs-lhe apresentarem-se ambos em São Carlos, tocando a fantasia para dois pianos, de Sigismond Thalberg, sobre a Norma. Efectuou-se esse concerto a 15 de Fevereiro, e consagrou definitivamente João Henrique Bell Daddi como um notável executante, que podia ombrear com os melhores da sua época. Nesse mesmo ano, a 11 de Maio, representou-se no Teatro das Laranjeiras O Salteador, ópera cómica da sua autoria.
João Guilherme Bell Daddi, como Casimiro, Pinto e Guilherme António Cossoul, exercitou-se como compositor e director de orquestra nas Academias e amadores que, naquela época, eram numerosas, e, especialmente, na dos artistas intitulada Academia Melpomenense, onde dirigiu vários concertos de 1848 a 1853. A 4 de Novembro de 1848, fez cantar, por amadores, na Academia Filarmónica, o coro duma ópera sua, que ficou inédita, intitulada A Feiticeira de Gissoi. Também tocou com o pianista Polaco Antoni Kontsky, a mesma Norma, de Sigismond Thalberg, tocada por Franz Liszt. A 20 de Maio de 1851, apresentou, no Teatro das Laranjeiras, uma nova ópera cómica, intitulada Um passeio pela Europa, com letra de J. M. da Silva Leal. Compôs, ainda, outra opereta, num Acto, em Francês, L'Organiste, que também se representou nas Laranjeiras em 1861.
Coube a João Guilherme Bell Daddi a glória de ter sido o primeiro que, entre os Portugueses, realizou sessões públicas de Música de Câmara, numa récita que deu no Teatro Nacional D. Maria II, a 10 de Maio de 1863, dirigindo composições de Ludwig van Beethoven, Franz Joseph Haydn e Carl Maria Friedrich Ernst Freiherr von Weber. Alguns anos depois, organizou uma sociedade, que se intitulou Sociedade de Concertos Clássicos, cuja primeira sessão teve lugar a 25 de Março de 1874 e a última a 31 de Maio do mesmo ano. No ano seguinte, em 1875, houve outra sociedade de Música de Câmara, da qual também fez parte.
Também se dedicou ao ensino particular de Música. Publicou composições de todo o género, algumas impressas por casas estrangeiras, e deixou três óperas inéditas. Imprimiu uma obra teórica intitulada: Método teórico e prático de conhecer os tons de que se compõe a música e a maneira de os formar por meio de cedências. Teve três edições.
Casou com Margarida Perpétua da Conceição Méra (Lisboa, c. 1825 - ?), também de origem Italiana. Foram pais de 
Adelaide Clementina Méra Daddi (Lisboa, Santa Isabel, 12 de Fevereiro de 1852/6 - Lisboa, Santos-o-Velho, 10 de Agosto de 1923), casada com Frederico de Gusmão Correia Arouca (em grafia antiga Frederico de Gusmão Corrêa Arouca), mais conhecido por Frederico Arouca (Lisboa, Santa Isabel, 25 de Julho de 1846 – Cascais, Alcabideche (hoje Estoril), Monte Estoril, 6 de Março de 1902).

## Discografia
- (2016) João Guilherme Daddi & José Viana da Mota: Portuguese piano music (Sofia Lourenço, piano) — Grand Piano GP725
- João Guilherme Daddi: Douro (Tomohiro Hatta, piano) — mpmp (Melographia portugueza, n.º 14)